# Абуль-Аббас Ахмад III
Ахмед III (или Абуль-Аббас Ахмад III, Мулай Ахмад, ум. 1575) — двадцать седьмой правитель государства Хафсидов в Ифрикии в 1543-1570 годах, двадцать шестой халиф Хафсидов. Его правление выпало на время упадка государства и попыток его захвата испанцами и османами. В конце концов, испанцы низложили его в 1573 году и возвели на трон его брата Абу Абдаллу Мухаммада VI ибн аль-Хасана. Умер в плену в Термини-Имерезе (Сицилия) в 1575 году.

## Биография
В 1543 году Ахмад сверг своего отца Мухаммада аль-Хасана и предоставил ему выбор — казнь или ослепление. Мухаммад аль-Хасан выбрал ослепление, и Ахмад сохранил ему жизнь и свободу.
В это время испанский губернатор Ла-Гулета Товар поддержал брата халифа Абд аль-Малика, который заявил о своих правах на престол. Воспользовавшись отсутствием Ахмада в столице, Абд аль-Малик вступил в Тунис и вынудил знать провозгласить себя халифом. Испанцы, рассчитывавшие на сюзеренитет над Тунисом, потребовали от Абд аль-Малика клятвы верности и уплату задолженности по ежегодной дани. В итоге непопулярный Абд аль-Малик правил всего 36 дней, после чего был, вероятно, отравлен своим окружением.
Затем жители Туниса отправили делегацию к испанцам для освобождения ещё одного брата Ахмада, который к тому времени находился у них в заложниках. Но губернатор Товар посчитал, что принц не будет покорён испанцам, и навязал послам 12-летнего сына Абд аль-Малика Мухаммада, который был не способен остановить угасания государства.
Ахмад, сумевший укрыться в глуби страны, удалось к этому времени завоевать доверие арабских племён, которые предоставили в его распоряжение вооружённые контингенты, с которыми он, наконец, захватил Тунис. 12-летнего халифа успели укрыть у испанцев в Ла-Голете.
Испанцы вступили в переговоры с Ахмадом, чтобы сделать из него союзника. Переговоры о мире и дружбе закончились подписанием договоров 24 января 1547 года, 5 января 1548 года и 28 декабря 1550 года. 6 июня 1555 года Карл V продлил действие договора.
Между тем, несмотря на слепоту, Абу Абдалла Мухаммад аль-Хасан не оставил попыток вернуться на трон. В сопровождении двух паломников он отправился в Италию в 1548 году, пересёк полуостров и Тироль и встретился с Карлом V в Аугсбурге. Вероятно, он получил обещания от императора, так как в 1550 году бывший халиф сопровождал испанцев во время осады Махдии, которую пират Тургут-реис сделал своим логовом. Однако Мухаммад аль-Хасан умер во время осады: как сообщается, он был отравлен эмиссарами Ахмада.
Когда испанцы захватили Махдию, они установили в качестве правителя сына Ахмада. Тунисские племена и города побережья были взволнованы высадкой христиан. Ввиду общего нарастания напряжённости испанцы начали укреплять оборону Ла-Гулета. При этом Ахмад далеко не скрупулёзно соблюдал подписанные с испанцами договоры: компенсация за содержание испанского гарнизона больше не выплачивалась, а мавры участвовали в рейдах на Ла-Гулет. При этом и османы не собирались покидать регион, несмотря на неудачу их нападения на Мальту. Филипп II, преемник Карла V, приказал продолжить укрепление испанских форпостов. В 1569 году Улуч Али, действуя по приказу султана Османской империи, решил вырвать Тунис из испанских рук, как уже было в 1535 году. Столкнувшись с этой угрозой, Ахмад запросил у испанского губернатора, с которым он был в плохих отношениях, военной помощи. Однако губернатор, обладавший едва ли достаточной силой для защиты Ла-Гулета, был не в состоянии передать войска в распоряжение султана. Тогда Ахмад решает сразиться с Улучем Али собственными силами. В первых стычках Ахмад был разбит у Бежи и Сиди-Али-эль-Хаттаб: его войска бежали, а сам халиф был вынужден укрыться у испанцев в Ла-Гулете. Улуч Али вступил в Тунис в конце декабря 1569 года, после чего безуспешно пытался захватить Ла-Гулет.
В 1573 году армия Хуана Австрийского оккупировала Тунис и возвела Мухаммада VI на трон. Ахмад к тому времени находился в почётном плену на Сицилии, где и скончался в 1575 году.